# A Night to Remember (singolo Cyndi Lauper)
A Night to Remember è un singolo della cantante statunitense Cyndi Lauper, pubblicato nel 1989 ed estratto dall'album omonimo. 
Il disco è uscito solo in Nord America e Australia.

## Tracce
- 7" (Australia)

1. A Night To Remember (Eric Thorngren Remix) – 3:43
2. Insecurious – 3:30